# Regione Metropolitana di Campina Grande
La Regione Metropolitana di Campina Grande è un'area metropolitana del Brasile, ubicata nello Stato della Paraíba, ufficialmente costituita nel 2009. Secondo le stime dell'IBGE aveva nel 2015 una popolazione di 634.473 abitanti.

## Comuni
Comprende 19 comuni:
- Alcantil
- Aroeiras
- Barra de Santana
- Boa Vista
- Boqueirão
- Campina Grande
- Caturité
- Fagundes
- Gado Bravo
- Itatuba
- Lagoa Seca
- Massaranduba
- Matinhas
- Natuba
- Puxinanã
- Queimadas
- Santa Cecília
- Serra Redonda
- Umbuzeiro